# Toury
Toury ist eine französische Gemeinde mit 2620 Einwohnern (Stand: 1. Januar 2022) im Département Eure-et-Loir in der Region Centre-Val de Loire. Sie gehört zum Arrondissement Chartres und ist Mitglied im Gemeindeverband Communauté de communes Cœur de Beauce. Die Einwohner werden Tourysiens und Tourysiennes genannt. Ortsteile von Toury sind Armonville, Boissay, Le Petit Boissay, La Chapelle Saint-Blaise und Germonville.
Die Gemeinde erhielt 2024 die Auszeichnung „Zwei Blumen“, die vom Conseil national des villes et villages fleuris (CNVVF) im Rahmen des jährlichen Wettbewerbs der blumengeschmückten Städte und Dörfer verliehen wird.

## Bevölkerungsentwicklung
| Jahr      | 1962 | 1968 | 1975 | 1982 | 1990 | 1999 | 2007 | 2017 |
| Einwohner | 2153 | 2243 | 2495 | 2493 | 2640 | 2666 | 2595 | 2573 |

## Sehenswürdigkeiten

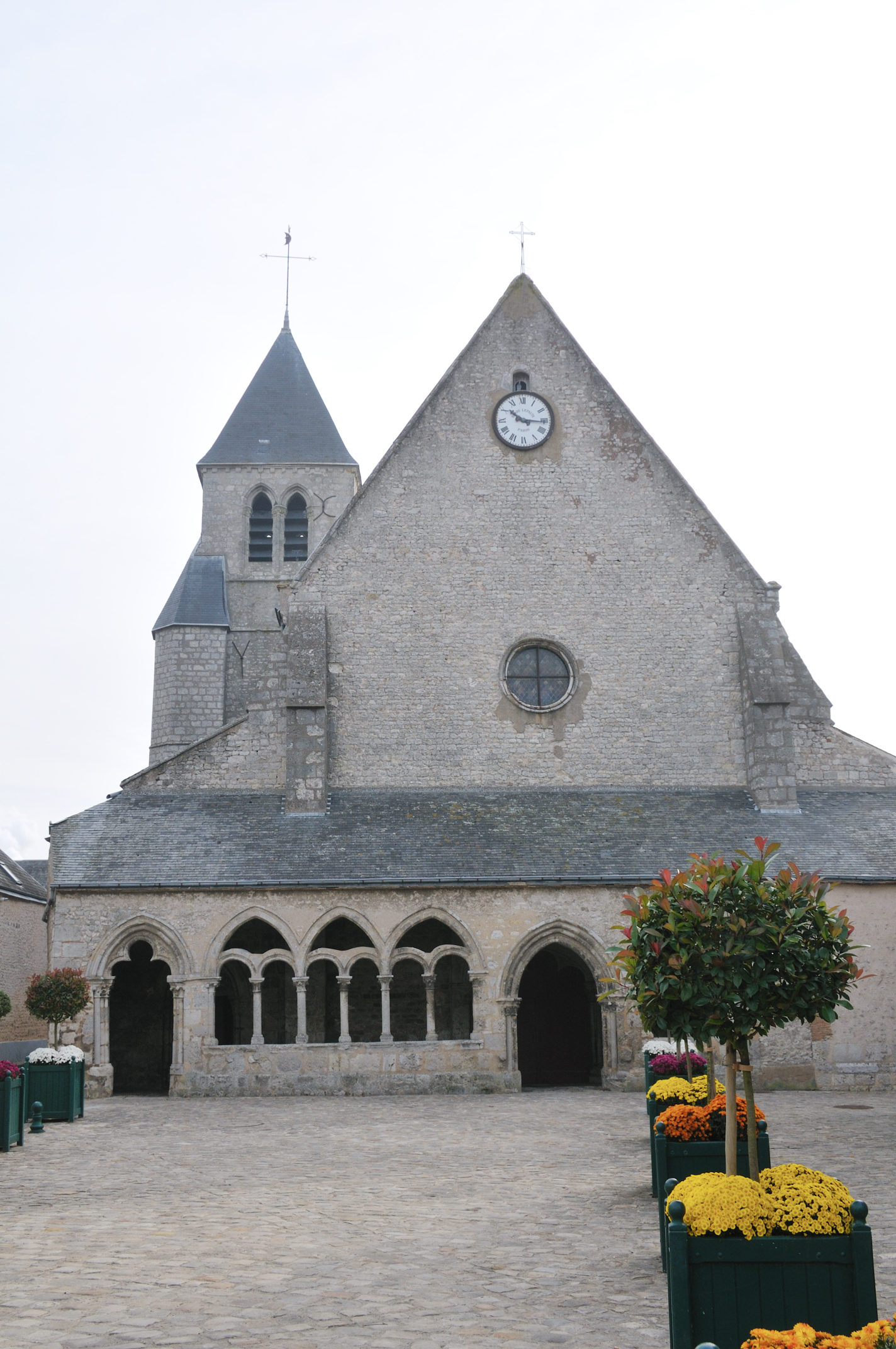
Kirche Saint-Denis

- Kirche Saint-Denis (11.–14. Jahrhundert, Monument historique 1907)
- Burgruine

## Persönlichkeiten
- Ludwig VI. (1081–1137), baute Burg Toury
- Theobald II. (1093–1152), Graf von Champagne, wurde bei Toury vom König geschlagen